# 方廷钰
方廷钰（1935年—），汉族，上海市人，英语二级教授，现为北京中医药大学。和政府特殊津贴享受者（享受国务院专家津贴）。1957年毕业于北京外国语大学英文系，之后一直在北京中医药大学任教。现任北京中医药大学人文学院英语教授、哈佛大学访问学者。曾任北京中医药大学外语部主任，北京中医药大学中医英语传播与研究中心主任，第九届、第十届全国政协委员，哈佛大学北京校友会副会长，中华中医药学会中医翻译专门委员会首席顾问，世界中医药联合会翻译专业委员会副会长，卫生部来华留学生中医双语教材编委会顾问。

## 成就贡献
- 其领导制作的北京中医药数字博物馆（英文版）获「2011年联合国信息峰会电子健康与环境组大奖」；[1][5]
- 编写及翻译了多部词典以及著作；多次在大陆、台湾、瑞典、西班牙、美国、波兰等地介绍及讲解中医。
- 方廷钰教授的著作《中国传统医学精要》的英译本于1988年由美国哥伦比亚大学出版社出版，成为中国大陆学者在美国翻译出版的第一部系统介绍中医的专著3。
- 2008年方廷钰教授受邀担任WHO世界传统医学大会翻译组组长。

## 主要著作
- 《英语常用词词典》
- 《新汉英中医药词典》
- 《21世纪大学中医英语教程》
- 《基础中医英语》
- 《临床中医英语》
- 《中国传统医学精要》
- 《北京市中医药数字博物馆英文版》建设课题负责人
- 《中医人文学》建设子课题负责人
- 《汉英医学大词典》中医部分译审
- 《中国梅花针》英译本审稿人
- 《中国针灸学》英译本审稿人
- 《中国药典》2005版中药部分副主编
- 《中医基础理论》翻译
- 《中医诊断学》翻译
- 《中医肛肠学》翻译
- 《中医治疗癌症100例》翻译
- 《元宝气功》翻译
- 《中医成人推拿》翻译
- 《中医小儿推拿》翻译
- 《中医诊断学》翻译
- 《头皮针疗法》翻译
- 《皮肤针》翻译